# Los Pekenikes (álbum)
Los Pekenikes es el primer álbum de estudio de Los Pekenikes resultando uno de los más brillantes trabajos del llamado sonido Torrelaguna y por ende del grupo, que cambió radicalmente de sonido después de fracasar en la conservación de cantantes, convirtiéndose hasta la actualidad en un grupo instrumental con escasísimas intervenciones de la voz. Fue publicado en 1966 por Hispavox.
El éxito del álbum fue enorme, llegando a ser número uno en varias listas europeas, contando con un sonido plenamente original, solo vagamente enlazado a grupos de pop instrumental como The Shadows o Herb Alpert al que solo les une la finalidad musical pero no el sonido. El grupo fue dado a conocer en el extranjero a través de ediciones exitosas en México, Estados Unidos y Portugal.
Parte del cambio en el sonido proviene de la circunstancia de perder la voz como frente del grupo. Los Pekenikes habían perdido su último cantante (y batería) Eddie Guzmán que tuvo que regresar a Filipinas en donde se perdió su pista, y el grupo tomó la decisión de grabar de manera instrumental sustituyendo a Guzmán por Jorge Matey en la batería, el cual una vez grabado el álbum tuvo un accidente de moto y no pudo ir de gira en conciertos, siendo sustituido por Félix Arribas, ex Silvers.
Ignacio Martín Sequeros comenta que gracias al éxito del sencillo Hilo de seda se interesaron por ese diferente sonido en EE. UU., donde les pareció novedoso, pero exigieron lanzarlo allí como disco en formato álbum de larga duración (conteniendo más temas). Para lograrlo, Pekenikes se puso intensamente a preparar otras composiciones y preferentemente propias entre los componentes del grupo, apareciendo así ese larga duración (primero de Pekenikes) a finales de 1966 y en el mercado internacional, al tiempo y junto a diversos sencillos que contenían y por separado, algunos de esos y otros temas".
El álbum combina la habilidad instrumental de sus miembros en una serie de temas que les pertenecían como composición en su mayoría, ayudados por músicos de estudio, y de hecho el crítico musical Ángel Casas llegó a afirmar que ninguno de los miembros del grupo tocaban en sus discos, bajo la producción de Trabucchelli. En todo caso y aunque no se acredita en el disco, los arreglos presumiblemente eran de Waldo de los Ríos, director artístico de la casa Hispavox y mano derecha de Trabucchelli.

## Lista de canciones
| Cara 1 |                                                               |          |  |
| N.º    | Título                                                        | Duración |  |
| 1.     | «Lady Pepa» (Lucas Sainz)                                     | 2:30     |  |
| 2.     | «No puedo sentarme» (Alfonso Sainz)                           | 2:17     |  |
| 3.     | «Romance Anónimo» (Anónimo, Arr: A. y L. Sáinz-I.M. Sequeros) | 3:04     |  |
| 4.     | «Frente a Palacio» (A. y L. Sáinz-I.M. Sequeros)              | 3:00     |  |
| 5.     | «Ritmo de Concierto» (A. y L. Sáinz)                          | 2:22     |  |
| 6.     | «Arena Caliente» (A. y L. Sáinz)                              | 2:08     |  |

| Cara 2 |                                                                                    |          |  |
| N.º    | Título                                                                             | Duración |  |
| 1.     | «Hilo de seda» (A. Sainz)                                                          | 2:32     |  |
| 2.     | «Viaje Nocturno» (A. y L. Sáinz)                                                   | 2:28     |  |
| 3.     | «La Vieja Fuente» (A. y J.A. Salabert)                                             | 2:31     |  |
| 4.     | «Sombras y rejas» ((basado en Asturias (Leyenda) de Isaac Albéniz) arr J. Trayter) | 2:26     |  |
| 5.     | «Troncos Huecos» (A. Sainz)                                                        | 2:11     |  |
| 6.     | «Trapos Viejos» (A. y L. Sáinz)                                                    | 1:46     |  |

## Miembros
- Alfonso Sainz - Saxo Tenor y guitarra,
- Lucas Sainz - Guitarra líder.
- Ignacio Martín Sequeros - Bajo eléctrico, armónica y piano.
- Jorge Matey - Batería.
- Tony Luz - Guitarra rítmica.